# 佐藤ダイン
佐藤 ダイン（さとう ダイン）は、日本の漫画家。茨城県大子町出身。代表作は『僕に彼女が出来るまで』。

## 経歴
- 2003年 - 芸術系の大学に進学する。このころから集英社の週刊少年ジャンプに投稿する。
- 2007年 - 就職。漫画を描くことからしばらく離れる
- 2011年 - 会社を退職。漫画家のアシスタントになる
- 2013年 - 『月刊!スピリッツ』に読切「桃色な片想い」が掲載されデビュー
  - その後月刊アクションに読切「一馬先輩と僕」が掲載される。
- 2016年
  - 2月 - 『僕に彼女が出来るまで』を自主的に連載
  - 8月 - 『僕に彼女が出来るまで』が『ふんわりジャンプ』にて連載開始。
    - 本作は2017年9月に雑誌『ダ・ヴィンチ』10月号の「アラサー男子も、人生色々」という特集で紹介される。
    - 集英社より単行本が発売される[1]。
- 2019年 - 小学館WEBサイト「P+D MAGAZINE」にて『だっぺ帝国の逆襲』連載

## 作品

### 連載
- 『僕に彼女が出来るまで』（『ふんわりジャンプ』2016年 - 2018年、全3巻）

### 読切
- 「桃色な片想い」（『月刊!スピリッツ』2013年）
- 「一馬先輩と僕」（『月刊アクション』）

## 人物
- 4人兄弟の3男。ハロプロが好き[2]。
- 2017年5月18日 - 日刊大子新聞にて「大子町出身者で新進気鋭の童貞漫画家誕生」と紹介される
- 2017年11月11日 - 漫画愛バラエティ番組ゲッチメにゲスト出演[3]。